# Bacino Delaware

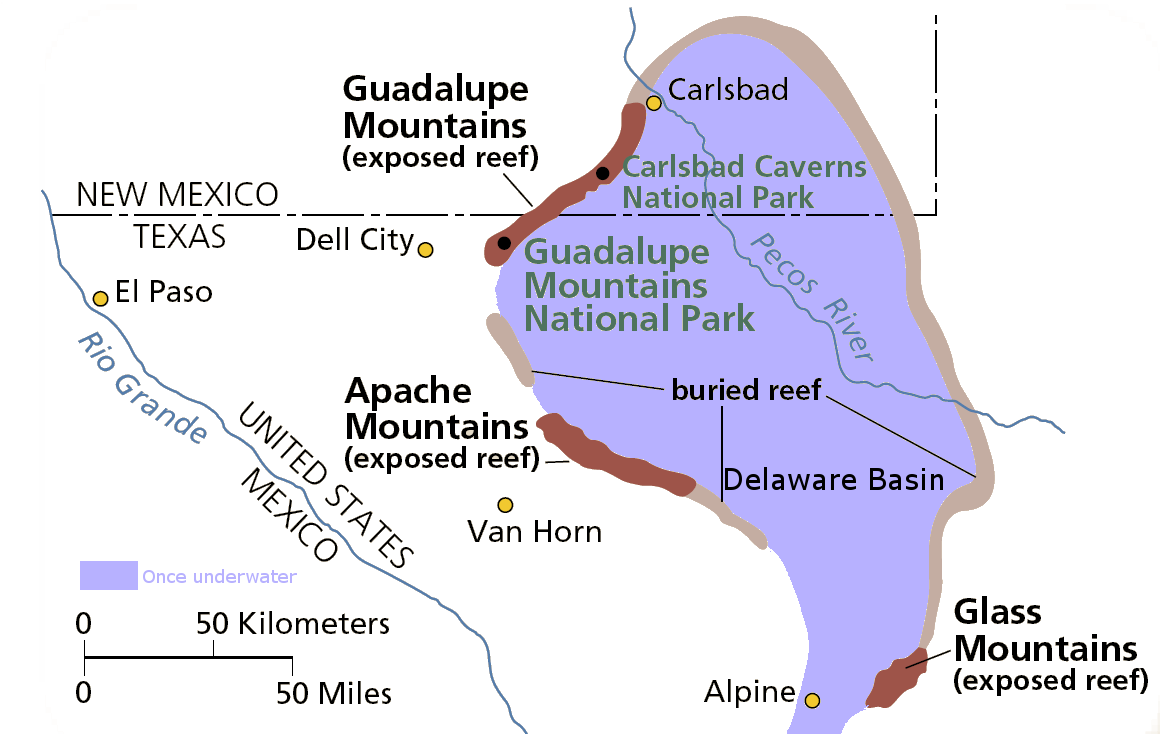
Zone esposte e sepolte del Capitan Reef. L'area in blu è quella anticamente inondata dal Mare Delaware.

Il bacino Delaware è un bacino strutturale sedimentario situato nel Texas occidentale e nella parte meridionale del Nuovo Messico, nel sud degli Stati Uniti d'America. È famoso per i vasti campi petroliferi e per un reef fossilizzato esposto in superficie. Il Parco nazionale dei Monti Guadalupe e il Parco nazionale delle Carlsbad Caverns proteggono una parte del bacino, che a sua volta fa parte del più vasto bacino Permiano nordamericano.

## Geologia
All'inizio del Permiano, durante l'epoca Wolfcampiana, il bacino Delaware aveva una forma ovoidale e si trovava in fase di subsidenza. Si estendeva per oltre 26.000 km² nell'area attualmente identificata dal Texas occidentale e dalla parte sudorientale del Nuovo Messico. Questo periodo deposizionale lasciò uno spessore tra 490 e 670 m di calcare inframmezzato da shale di colore scuro.
Uno stretto varco che i geologi chiamano Hovey Channel permetteva periodicamente l'ingresso di acqua marina dall'oceano Panthalassa a ovest. Il più piccolo e meno profondo bacino Midland si trovava a est, mentre il molto più piccolo bacino Marfa era posizionato a sudovest. Tutte e tre questi bacini erano allora posizionati a sud dell'equatore, appena a nord dei Monti Ouachita nel centro del Texas e facevano parte del continente Laurasia. Dal punto di vista strutturale i bacini Delaware, Midland e Marfa erano bacini di avampaese, creati quando i Monti Ouachita vennero innalzati in seguito alla collisione da sud del continente Gondwana con la Laurasia per formare il supercontinente Pangea, durante il periodo Pennsylvaniano del tardo Carbonifero. I Monti Ouachita formarono un'ombra pluviometrica al di sopra del bacino e un caldo mare di acque basse invase l'area circostante. Dall'altro lato dell'equatore le ancestrali Montagne Rocciose formarono un'isola montuosa.
Il bacino Delaware fermò temporaneamente la sua subsidenza durante l'epoca Leonardiana alla metà del Permiano. Si formarono dei banchi lungo il suo margine assieme a piccole e discontinue chiazze di reef nelle acque basse appena fuori della costa. La prima formazione geologica ad apparire fu la Yeso che consiste di letti alternati di calcare dolomitico, gesso e arenaria. I sedimenti che formarono la Yeso furono depositati in aree vicino alla costa che digradavano nei banchi carbonatici della Victorio Peak Formation nelle acque più profonde. Il calcare in letti sottili della Bone Spring Formation si accumulò sotto forma di fanghiglia calcarea nelle parti stagnanti e più profonde del bacino.